# 沃斯托克撞擊坑
沃斯托克撞擊坑（英語：Vostok）是火星珍珠湾区（MC-19）一座直径约20米的小陨坑。
2005年3月8日，机遇号火星车在登陆火星的第399个火星日抵达该区域。沃斯托克撞击坑坐落在子午线高原坚忍撞击坑以南约1200米（3900英尺）处。这座红色星球上的陨石坑似乎已被风吹拂的沙尘所掩埋，但从地表上仍能看到很多的岩石露头。

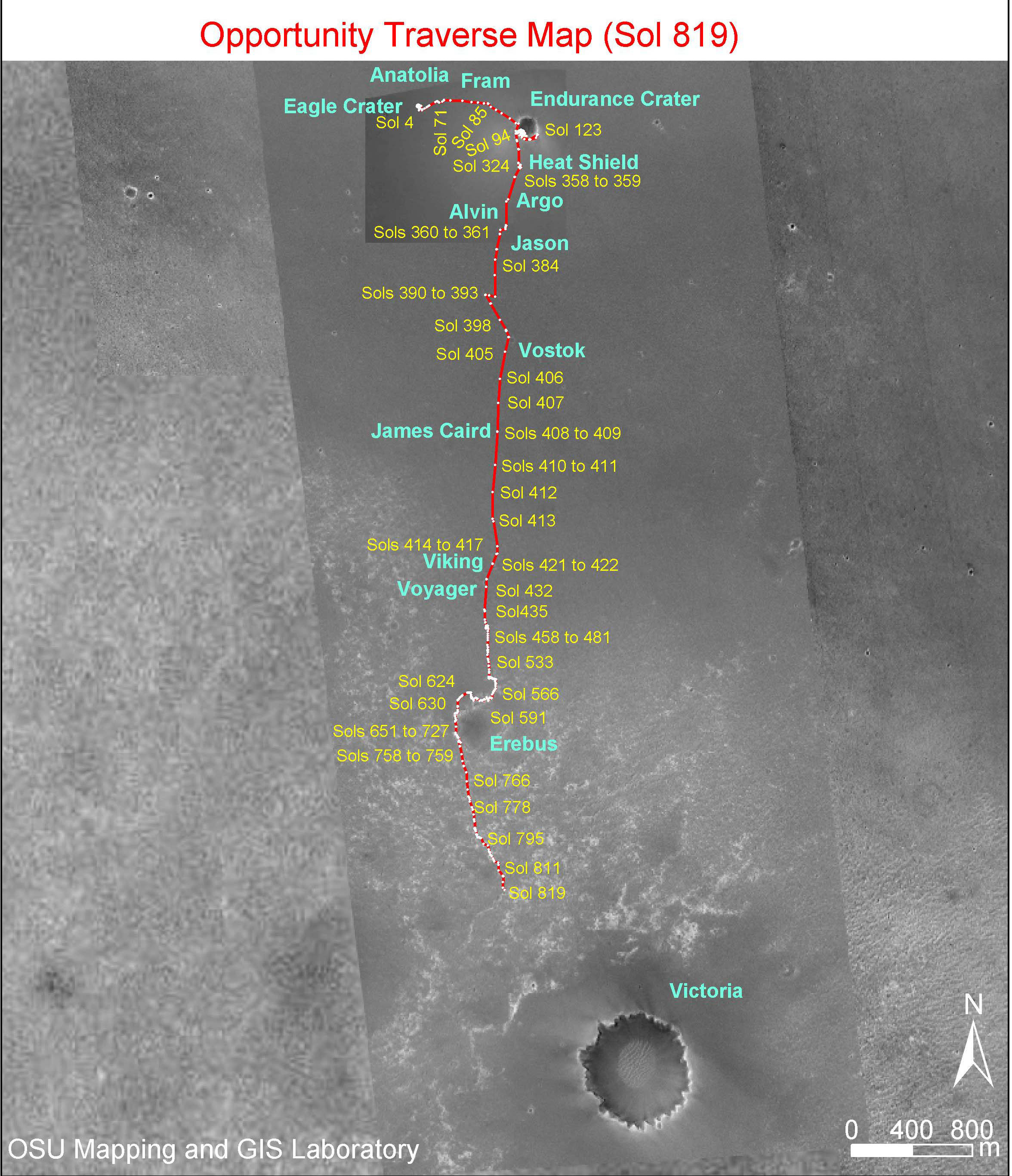
显示了沃斯托克撞击坑位置的机遇号行程图

火星车在前往沃斯托克撞击坑途中，沿途探访了位于热盾岩南面的阿尔戈、杰森、阿尔文以及博物学家、地理学家和调查员等一些较小的陨石坑。
在沃斯托克撞击坑期间，机遇号勘查了一块以宇航员尤里·加加林命名的“加加林”的岩石，拍摄了一处称为“莱卡”的土壤样本。火星车在第404个火星日离开，向南驶向厄瑞玻斯撞击坑——一座比坚忍撞击坑还大的侵蚀陨石坑，一些“蚀刻地形”，还有一座更大的陨石坑，宽750米（2460英尺）的维多利亚撞击坑。
火星车上的小型热辐射光谱仪在靠近沃斯托克撞击坑时出现了故障，但不久很快就恢复了。

### 其他機會號曾經探測的撞擊坑
- 鷹撞擊坑
- 弗拉姆撞擊坑
- 小獵犬撞擊坑
- 艾瑪迪安撞擊坑

## 外部連結
- Mars Rovers website （页面存档备份，存于）
- Jet Propulsion Laboratory （页面存档备份，存于）